# Sven Nylander
Sven Olof Nylander, född 1 januari 1962 i Varberg, är en svensk före detta häcklöpare.

## Biografi
Sven Nylander är uppvuxen i Tvååker. Han är numera bosatt i Malmö. Efter sin idrottskarriär arbetade han en period fram till 2006 som föreläsare om personlig utveckling.
Nylander hade det svenska rekordet på 400 meter häck, 47,98 sekunder till den 11 juni 2024 då Carl Bengtström slog nytt svenskt rekord med 4 hundradelar. Sven avslutade sin karriär i samband med DN-galan 1997. Nylander kallades för den "evige fyran" eftersom han flera gånger var nära men aldrig lyckades vinna en OS- eller VM-medalj. Han kallar sig själv ibland för "Den fjärde mannen" och har skrivit en bok med den titeln.
Efter en fest under Friidrotts-EM i Göteborg i augusti 2006 erkände Nylander att han hade tagit kokain. Som en följd av detta tvingades han lämna uppdraget som ledare för stiftelsen Ren idrott.
Den 7 juli 2011 debuterade Nylander som sommarpratare i radioprogrammet Sommar i P1.

### Familj
Sven Nylander är bror till sportjournalisten Jan Nylander. 

## Meriter
- VM
  - 1983 4:a på 400 m häck; medlem i svenska laget som kom sjua på 4x400 m (övriga var Tommy Johansson, Eric Josjö, Per-Ola Olsson och Ulf Sedlacek).
  - 1987 4:a
  - 1991 Utslagen i semifinal
  - 1993 Utslagen i semifinal
  - 1995 5:a
- EM
  - 1982 7:a
  - 1986 3:a[7]
  - 1990 2:a[7]
  - 1994 2:a[7]
- OS
  - 1984 4:a
  - 1996 4:a